# Rat Gunn
Le rat Gunn est un rat mutant découvert par le généticien Charles Kenneth Gunn en 1934 au laboratoire Connaught à Toronto, au Canada.  

## Description
Ces rats sont ictériques en raison d'un déficit en enzyme uridine diphosphate glucuronyltransférase. Cette mutation est transmis génétiquement de manière autosomique récessive. 
En conséquence, environ la moitié de la progéniture de deux individus Gunn souffre de jaunisse dès la naissance, en raison de taux élevés de bilirubine libre, et développe des lésions cérébrales généralisées. 
Charles Kenneth Gunn les a élevés à Connaught et a ensuite déménagé à Summerside, à l'Île-du-Prince-Édouard, au Canada, pour diriger le Canadian Experimental Fox Ranch. Ce modèle animal a été utilisé pour le développement de traitements expérimentaux pour le syndrome de Crigler-Najjar. 